# Andrew Ahn
Andrew Ahn (nascido em 10 de março de 1986) é um diretor de cinema e roteirista americano que dirigiu os longas-metragens Spa Night (2016), Driveways (2019) e Fire Island (2022).

## Vida pregressa
Andrew Ahn nasceu e foi criado em Los Angeles. Ele é filho de imigrantes coreanos. Ele se formou na Universidade Brown com um diploma em inglês e recebeu um Mestrado em Belas Artes (MFA) em Direção de Cinema pelo California Institute of the Arts (CalArts).

## Carreira
Em 2011, Ahn escreveu, dirigiu, editou e produziu um curta-metragem intitulado Andy, que ganhou o prêmio de Melhor Curta-metragem Narrativo no San Diego Asian Film Festival de 2011. O filme também foi exibido em festivais de cinema, incluindo o Boston Asian American Film Festival, o Slamdance Film Festival, o San Francisco International Asian American Film Festival, o Los Angeles Asian Pacific Film Festival, Outfest, o Hong Kong Lesbian and Gay Film Festival, o DisOrient Asian American Film Festival of Oregon e o Vancouver Asian Film Festival.
Em 2012, Ahn escreveu, dirigiu, editou e produziu um curta-metragem intitulado Dol (First Birthday), que estreou no Festival Sundance de Cinema de 2012. Ganhou prêmios, incluindo o Grand Jury Award Outstanding Narrative Short Film no Outfest: Los Angeles Gay and Lesbian Film Festival 2012, e um Jury Award de Melhor Curta-metragem Narrativo no Polari: Austin Gay and Lesbian International Film Festival 2012. Ahn afirmou que fez o filme para se assumir gay para seus pais.
Ahn também atuou como editor no documentário I Am Divine (2013) (dirigido por Jeffrey Schwarz) e foi assistente de pós-produção nos documentários Vito (2011) e Tab Hunter Confidential (2015), ambos também dirigidos por Jeffrey Schwarz.
Ahn levantou fundos via Kickstarter para seu longa-metragem, intitulado Spa Night, sobre um adolescente gay coreano-americano enrustido que segue seus desejos e encontra mais do que esperava no spa coreano em Koreatown, Los Angeles. Ele desenvolveu o roteiro do filme no Sundance Screenwriters Lab de 2013, para o qual foi selecionado, e participou do Film Independent Screenwriting Lab e do Film Independent Directing Lab com o roteiro do projeto. Para desenvolver o filme, ele também recebeu uma bolsa Sundance Institute Cinereach Feature Film Fellow.

### Advocacia
Ahn assinou uma carta aberta de artistas em outubro de 2023 pedindo um cessar-fogo durante o bombardeio israelense em Gaza.

## Filmografia
Curta-metragens
| Ano  | Título               | Diretor | Escritor | Produtor |
| ---- | -------------------- | ------- | -------- | -------- |
| 2010 | Andy                 | Sim     | Sim      | Sim      |
| 2011 | Dol (First Birthday) | Sim     | Sim      | Sim      |

Longa-metragens
| Ano  | Título              | Diretor | Escritor |
| ---- | ------------------- | ------- | -------- |
| 2016 | Spa Night           | Sim     | Sim      |
| 2019 | Driveways           | Sim     | Não      |
| 2022 | Fire Island         | Sim     | Não      |
| 2025 | The Wedding Banquet | Sim     | Sim      |

## Prêmios e indicações
| Associações                                | Ano  | Categoria                                           | Nomeações            | Resultado |
| ------------------------------------------ | ---- | --------------------------------------------------- | -------------------- | --------- |
| AGLIFF Awards                              | 2012 | Prêmio do Júri para Melhor Curta-Metragem Narrativa | Dol (First Birthday) | Venceu    |
| Festival Internacional de Cinema de Berlim | 2019 | Teddy Award de Melhor Longa-Metragem                | Driveways            | Indicado  |
| Festival Internacional de Cinema de Berlim | 2019 | Urso de Cristal para o Melhor Filme (Kplus)         | Driveways            | Indicado  |
| Boston LGBT Film Festival                  | 2016 | Prêmio do Júri para Melhor Longa-Metragem Narrativa | Spa Night            | Venceu    |
| Gimli Film Festival                        | 2020 | Prêmio de Melhor Escolha do Público do Festival     | Driveways            | Venceu    |
| Independent Spirit Awards                  | 2017 | John Cassavetes Award                               | Spa Night            | Venceu    |
| Independent Spirit Awards                  | 2017 | Prêmio Alguém para Observar                         | Spa Night            | Indicado  |
| Inside Out Toronto LGBT Film Festival      | 2016 | Melhor Primeiro Longo-Metragem                      | Spa Night            | Venceu    |
| Festival de Cinema de Nashville            | 2016 | Concurso de Novos Diretores                         | Spa Night            | Indicado  |
| Outfest Los Angeles Film Festival          | 2012 | Prêmio do Júri de Melhor Curta-Metragem Narrativa   | Dol (First Birthday) | Venceu    |
| Philadelphia Film Festival                 | 2016 | Melhor Primeiro Longo-Metragem                      | Spa Night            | Indicado  |
| Remi Awards                                | 2020 | Características - Dramático / Original              | Driveways            | Venceu    |
| San Diego Asian Film Festival              | 2011 | Melhor Narrativa Curta                              | Andy                 | Venceu    |
| San Diego Asian Film Festival              | 2016 | George C. Lin Emerging Filmmaker Award              | Spa Night            | Venceu    |
| San Diego Asian Film Festival              | 2019 | Melhor Longa-Metragem Narrativa                     | Driveways            | Venceu    |
| Seattle International Film Festival        | 2019 | Competição de Novo Cinema Americano                 | Driveways            | Indicado  |
| Festival Sundance de Cinema                | 2012 | Grande Prêmio do Júri Curtas-metragens              | Dol (First Birthday) | Indicado  |
| Festival Sundance de Cinema                | 2016 | Grande Prêmio do Júri Dramático                     | Spa Night            | Indicado  |